# Bériou
Pour l'historienne, voir Nicole Bériou.
Bériou, pseudonyme de Jean-François Matteudi, est un vidéaste et plasticien français né en 1952. Certains de ses courts métrages d'images de synthèse, produits par Canal+ ont connu une large diffusion dans les années 1990,,,.
Ses travaux explorent essentiellement les questions d'hybridation, de combinatoire, de réseau créant une esthétique labyrinthique difficilement classable mais ancrée dans les préoccupations contemporaines,,.
Il a réalisé également des documentaires pour la télévision et de nombreuses vidéos faisant participer des publics très divers et généralement marginalisés.
Bériou est docteur en anthropologie sociale et culturelle.

## Filmographie (principaux films en images de synthèse)

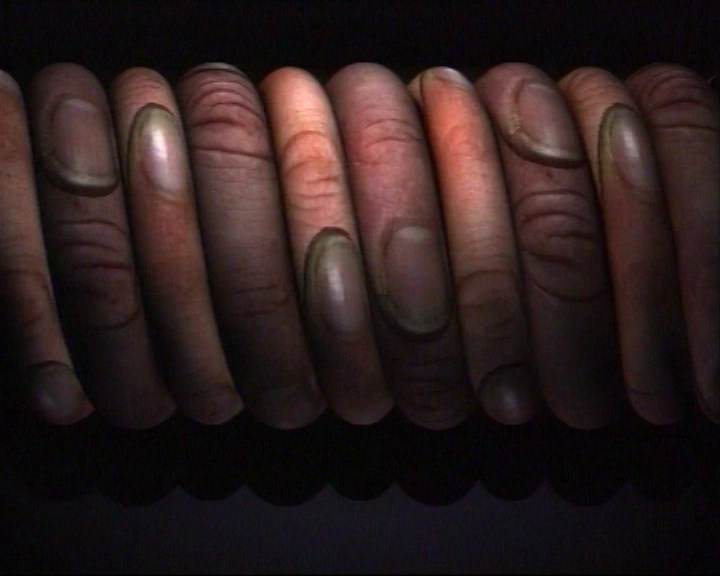
Digitaline (1990)

### Digitaline(1990)
Deux doigts tombent amoureux l'un de l'autre, en cinq tableaux animés.
Vidéo et film 35 mm. Durée : 1’30. Production AGAVE. 

#### Récompenses
- États-Unis : Electronic Theater, SIGGRAPH, Chicago (1991)
- Canada : 1er prix Art, Production 92, Montréal (1991)
- Autriche : Award of Distinction, Ars Electronica, Linz (1992)[10]

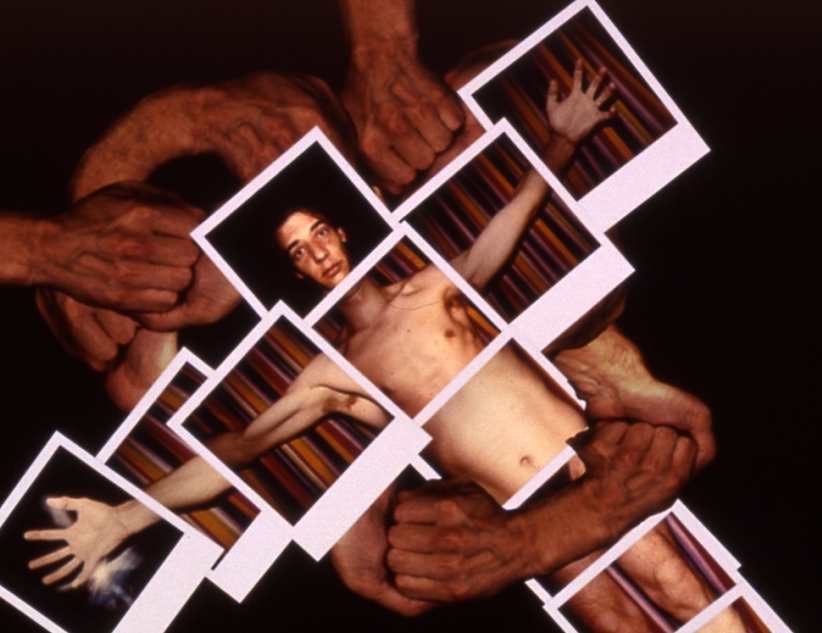
Ex memoriam (1992)

### Ex memoriam(1992)
« Ex memoriam est une mémoire au travail, avec ses parcours inscrits dans la chair, ses instantanés fulgurants, ses multiples couches de sens, et tous ses sons qui s'accumulent jusqu'à n'être plus que le bruit du vent. Pour réaliser ce film, Bériou est parti de son album photo et des visages qui lui sont familiers, en les associant à différentes attitudes de ses mains. Car la mémoire est peut-être cette symbiose entre la main qui cherche à tâtons le sens de l'existence et des visages aimés qui surgissent par instants. »
Vidéo et film 35 mm. Durée : 5’10. Production AGAVE, avec la participation de CANAL+ et  du Centre National de la Cinématographie (Nouvelles Technologies et Compte de soutien), et le soutien de la Commission Télévision de la PROCIREP,,,,. 

#### Récompenses
- États-Unis : Electronic Theater, SIGGRAPH, Chigago (1992)
- Japon : Grand Prix Multimedia « Computer Graphics », Nicograph, Tokyo (1993)
- Monaco : 1er prix « Art », Imagina (1993)
- Québec : 1er prix « Art », Images du Futur, Montréal (1993)
- Autriche : Award of Distinction, Ars Electronica, Linz (1993)[14]
- France : Prix « Recherche », Festival du court-métrage, Clermont-Ferrand (1993)
- Allemagne : 2e prix, Videofest, Berlin (1993)
- France : Prix « Troisième Dimension », SCAM (1993)
- France : Prix de Qualité, Centre National de la Cinématographie (1994)
- Allemagne : Prisma Preis, Hambourg (1993)
- Pologne : 3e prix, Festival de Wro (1993)

#### Nominations
- France : Nomination pour le César du meilleur court-métrage (1994)

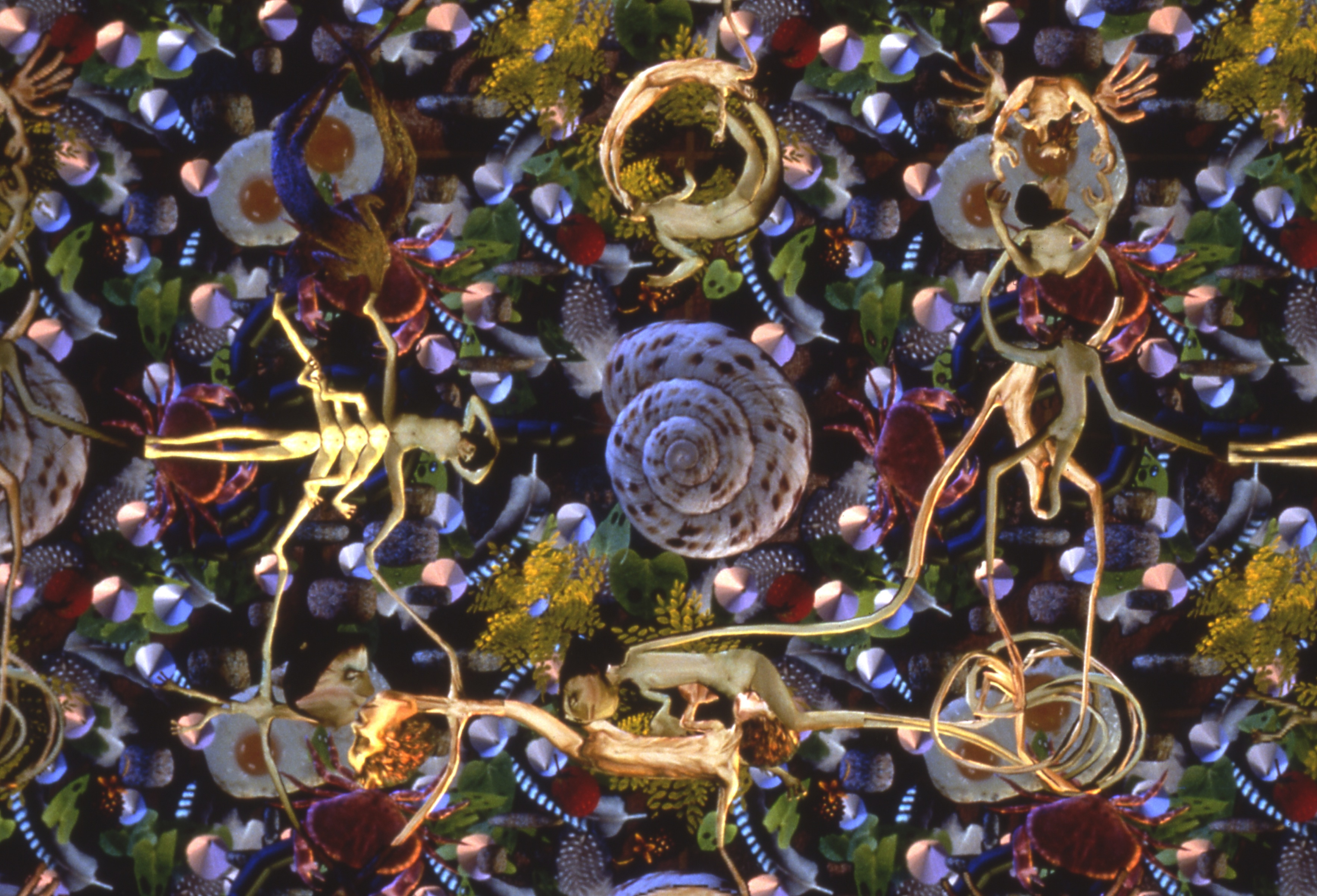
Tableau d'amour (1993)

### Tableau d’amour(1993)
« Brun, désertique, quadrillé de lignes jaunes... Ainsi s'ouvre le premier paysage de Tableau d'amour. Un tableau animé en neuf scènes ou éclosions, neuf étapes qui sont aussi neuf poses érotiques, neuf variations sentimentales, neuf postures amoureuses. L’œuvre se referme sur une féérie de couleurs, de matières organiques et un labyrinthe de corps. »
Vidéo et film 35 mm. Durée : 5’25. Coproduction AGAVE, CANAL+ et Club d'Investissement Media (Programme Media de la Communaute Européenne), avec la participation du Centre National de la Cinématographie (Nouvelles Technologies et Compte de Soutien),,,,,. 

#### Récompenses
- Monaco : 1er prix « Art » et mention spéciale de la CST pour la bande son, Imagina (1994)
- Japon : Grand Prix Multimedia « Computer Graphics », Nicograph, Tokyo (1994)
- Québec : 1er prix « Art », Images du Futur, Montréal (1994)
- Autriche : Honorary Mention, Ars Electronica, Linz (1994)[19]
- Portugal : Prix de la ville d'Espinho et Prix spécial du Jury, Festival du Film d'animation, Espinho (1994)
- Italie : 1er prix section « Vidéo Graphics Workstation », Bit Movie, Riccione (1994)
- Espagne : Accessit Animación Infografica, Anima, Terruel (1994)
- Finlande : Prix section « Vidéo », Jazz Bit', Pori (1995)
- Turquie : Art and Cultural Foundation Video Award, Golden Orange, Antalya (1996)

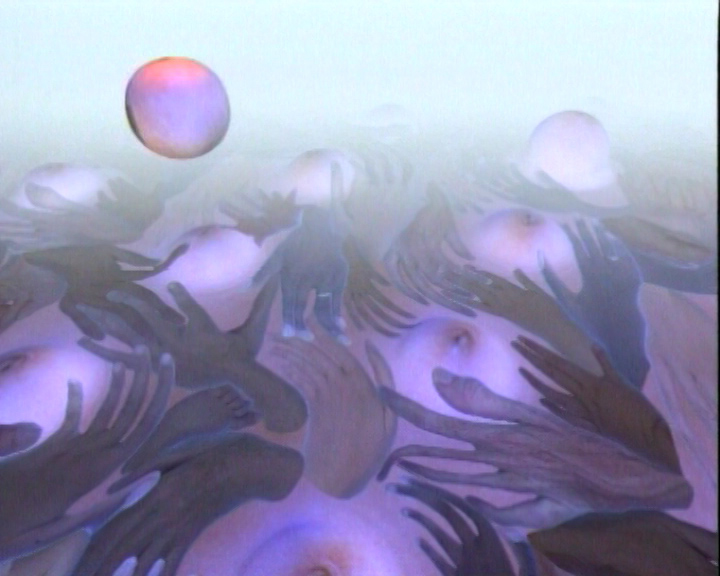
Limbes (1995)

### Limbes(1995)
« Le film commence comme une histoire de science fiction. Mais au fur et à mesure que les indices s'accumulent, on comprend qu'une naissance est imminente et que le narrateur n'est autre qu'un être humain en gestation dans le ventre de sa mère. Cette histoire d'initiation nous invite, par le biais de la réalité virtuelle, à réfléchir sur l'idée de matérialisation, d'incarnation, processus par lequel les êtres prennent réellement vie. »
Vidéo. Durée : 5’25. Coproduction AGAVE et CANAL+, avec la participation du Centre National de la Cinématographie (Nouvelles Technologies et Compte de Soutien à l'Industrie des Programmes Audiovisuels) et le soutien de la PROCIREP. 

#### Récompenses
- Québec : 1er prix « Art », Images du Futur, Montréal (1996)
- Suède : Prix d'honneur du Jury, Festival International du Court-métrage, Uppsala (1996)
- Finlande : Prix section « Video Animation », Jazz Bit’, Pori (1996)
- Hongrie : Prix du meilleur film d'animation, Hungarian History Film Foundation, Alter'native 45, Mures (1996)
- Allemagne : ZKM Internationaler Videokunstpreis, Baden-Baden (1997)
- France : Prix de Qualité, Centre National de la Cinématographie (1997)
- Corée : « The Prize for Outstanding Film », AnimExpo Korea, Séoul, (1997)

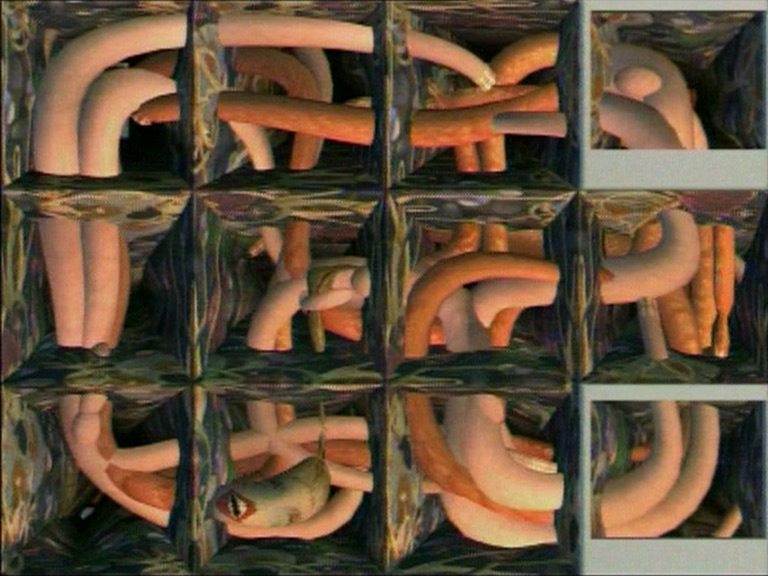
Cloison (1997)

### Cloison(1997)
« C'est l'histoire d'un couple passe-muraille, qui danse malgré murs et cloisons. C'est l'histoire d'une ville faite d'une myriade d'alvéoles, cases, pièces, recoins, que l'on explore de l'intérieur, strate par strate. C'est l'histoire d'un regard qui tantôt est unique et cohérent, tantôt va en se démultipliant et laisse un œil différent dans chacune des pièces de la ville. Mais, malgré l'éclatement des corps, des identités, des apparences, des lieux, des regards... il reste dans la mémoire du spectateur, la chorégraphie ondulante du couple, une et primordiale. »
Vidéo. Durée : 5’03. Coproduction AGAVE / CANAL + avec la participation du Centre National de la Cinématographie (Nouvelles Technologies et Compte de Soutien à l'Industrie des Programmes Audiovisuels).

#### Récompenses
- Japon :  Grand Prix Multimédia « Computer Graphics », MMCA (Nicograph), Tokyo (1997)
- États-Unis : Electronic Theater, SIGGRAPH, Orlando (1998)
- Canada : 1er prix « Art » et Prix du Public, Cybermonde, Montréal (1998)

## Critiques
« Déconcertante et drôle, dérangeante même dans ses partis-pris esthétiques, l’œuvre de Bériou fait souffler un vent nouveau sur les milieux de la synthèse. » Véronique Godé, NOV’ART (1993)
« Personnelle et profonde, l’œuvre de Bériou se démarque, se remarque, touche. Ses tableaux, ses instants mobiles, étonnent et émerveillent, effraient parfois, dérangent souvent mais ne laissent jamais indifférent. » VHR, Dictionnaire du jeune cinéma français : les réalisateurs (1998)